# Irena Łącka
Irena Łącka – polska ekonomistka, doktor habilitowany nauk ekonomicznych, prodziekan Wydziału Ekonomicznego Zachodniopomorskiego Uniwersytetu Technologicznego w Szczecinie.

## Życiorys
W 1989 r. ukończyła studia technologii żywności pochodzenia morskiego w Akademii Rolniczej w Szczecinie, w 2000 r. obroniła pracę doktorską pt. Alianse strategiczne jako czynniki rozwoju przedsiębiorstw przetwórstwa spożywczego, której promotorem był prof. Wojciech Ziętara, w 2012 r. habilitowała się na podstawie pracy zatytułowanej Współpraca technologiczna polskich instytucji naukowych i badawczych z przedsiębiorstwami jako czynnik wzrostu innowacyjności polskiej gospodarki. 
Pracowała w Katedrze Ekonomii na Wydziale Prawa i Administracji Uniwersytetu Szczecińskiego.
Jest profesorem uczelni i kierownikiem w Katedrze Ekonomii i Rachunkowości na Wydziale Ekonomicznym Zachodniopomorskiego Uniwersytetu Technologicznego w Szczecinie.
Należy do Rady Dyscypliny Naukowej – Ekonomii i Finansów ZUT.
Była profesorem nadzwyczajnym w Katedrze Ekonomii na Wydziale Ekonomiki i Organizacji Gospodarki Żywnościowej Akademii Rolniczej w Szczecinie.